# 基辅列宁雕像倒塌事件
基辅列宁雕像倒塌事件发生于当地时间2013年12月8日下午约六点（UTC+2），乌克兰的亲欧盟示威者爬上基辅市内一座列宁雕像，在其脖子上套上铁绳后将其拉倒。这一雕像于1946年落成，是基辅市最后一座列宁雕像。警方在示威者拉倒雕像的过程中采取了消极的默許态度，未作干预，但之后将其作为刑事案件立案。一名极右翼反对党斯沃博达党党员宣布负责。事件在乌克兰国内的评价褒贬不一，政府和乌克兰共产党批评其为野蛮行径，反对党的态度则飘忽不定。民意调查显示，多数基辅民众反对拉倒列宁像的行为。受此事件影响，乌克兰境内的许多共产主义者的雕像遭受了同样命运。

## 背景

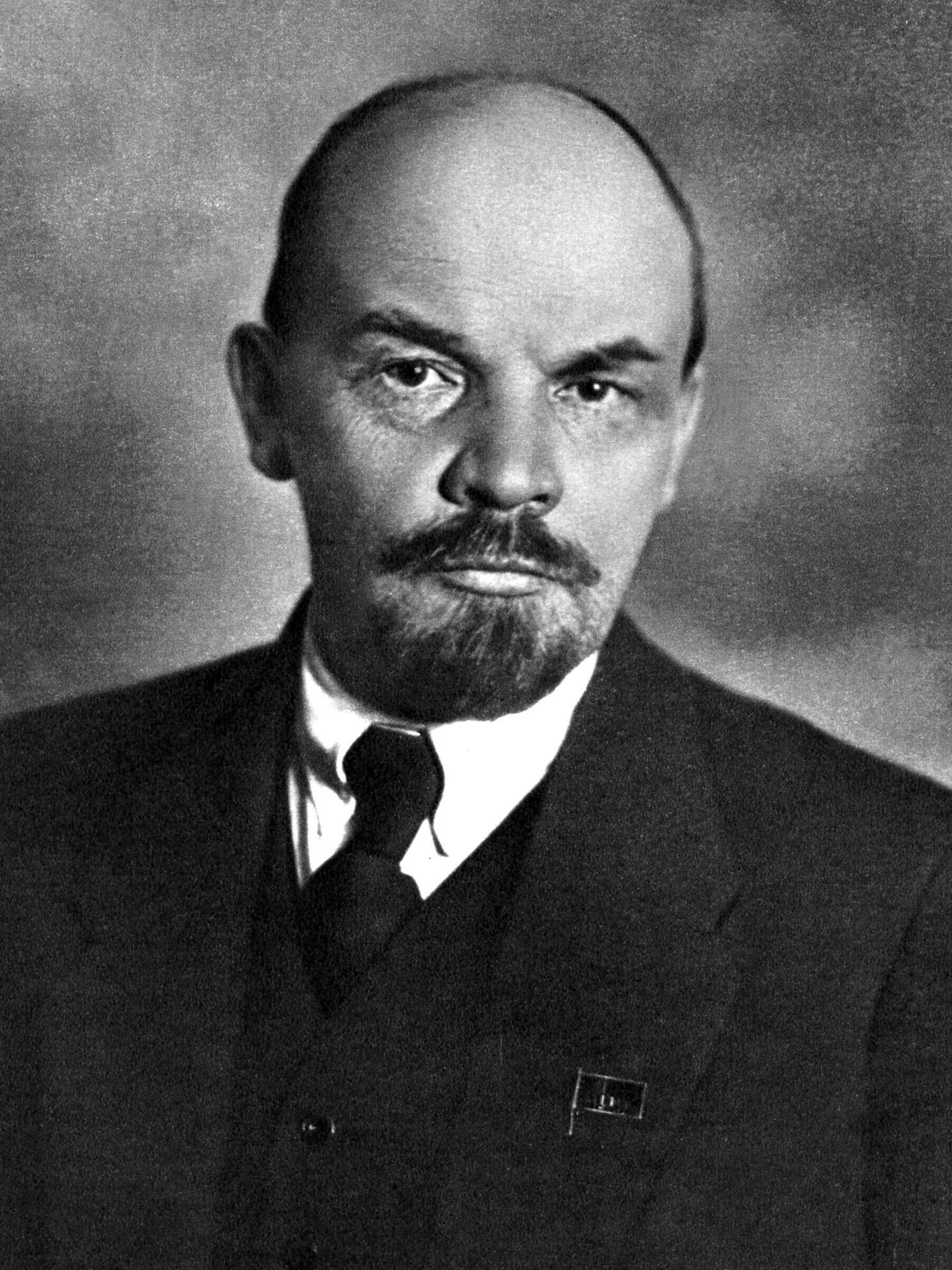
弗拉基米尔·列宁

### 雕像情况
本次事件中被拉倒的雕像建于1946年12月5日，用以纪念1936年苏联宪法颁布十周年，作者为苏联雕刻家谢尔盖·梅尔库罗夫。雕像有3.45米高，雕刻的是苏联建国者和首任最高领导人弗拉基米尔·列宁，重达7吨，安放在一个2.5米高，直径1.88米的圆形基座上，共6.8米高。雕像以卡累利阿石英岩制成，与坐落于俄罗斯首都莫斯科的列宁陵墓使用的是同一材质，基座则以黑闪银拉长石制成。雕像坐落于基辅赫雷夏蒂克街与塔拉斯·舍甫琴科大道的交叉口，正对着比薩拉比亞市場。
苏联解体、乌克兰独立后，1991年8月26日基辅市政委员会曾投票通过将所有共产党英雄的纪念碑从公共场所移开；2007年时任乌克兰总统维克多·尤先科也曾签署法令要求移除所有苏联极权主义者的纪念碑，2009年的另一份法令亦要求拆除制造饥荒和政治压迫者的纪念碑。尽管如此，该雕像依旧未曾移除，使其成为基辅市唯一的列宁雕像。基辅历史学家米哈伊洛·卡尔尼茨基认为其原因在于该雕像的规格“适中”，另有说法认为是其作者谢尔盖·梅尔库罗夫十分著名的缘故。
2009年6月30日凌晨，该雕像曾被5名自称属于一个激进右翼组织（此组织未正式在乌克兰注册登记）的人士破坏，雕像的鼻子被卸掉，一条手臂也被弄断。此5人被扣留，有2人因毁坏公物定罪。当年11月27日雕像修复完成，重新开放，但在典礼上又有2名斯沃博达党代表向雕像泼了一桶红颜料，此2人也被扣留。

### 迈丹起义

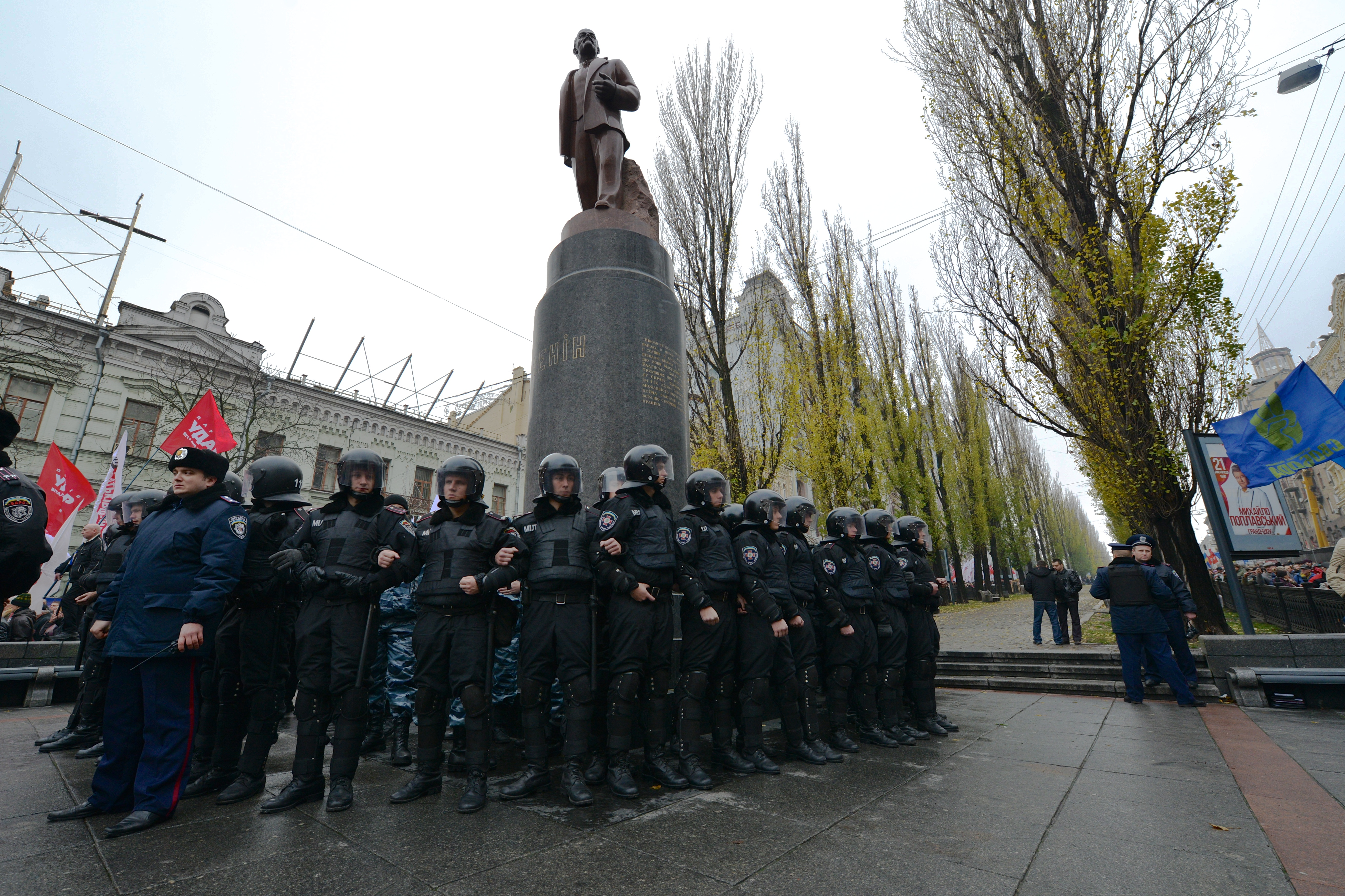
警方把守着这座雕像，摄于2013年11月24日

2013年11月，乌克兰总统維克多·費奧多羅維奇·亞努科維奇在俄罗斯的施压下，推翻了乌克兰最高拉达的决定，拒绝与欧洲联盟（欧盟/EU）签订《烏克蘭－歐洲聯盟聯合協議》，选择与俄罗斯领导的欧亚经济联盟建立更紧密的联系，迈丹起义宣告开始。
最初的一个星期示威活动规模较小，唯11月24日（星期日）录得5万到20万人参加的大型示威。不过，11月30日凌晨基辅警方和别尔库特部队暴力驱逐了独立广场的示威者，使得隔天在全市范围内爆发大规模流血冲突，12月1日录得约35万到50万的示威者。在总统办公厅前示威者甚至出动拖拉机冲击警方防线。两天的行动共造成包括警察和抗议者在内的190人受伤。
雕像倒塌前的上一个周日，12月1日晚上，示威者也试图拉倒这座雕像，但因为警方的防守而失败。尽管如此，还是有超过300名示威者用棍棒、石块和梯子攻击了守卫雕像的防暴警察，有至少2名警察因此受伤。

## 经过

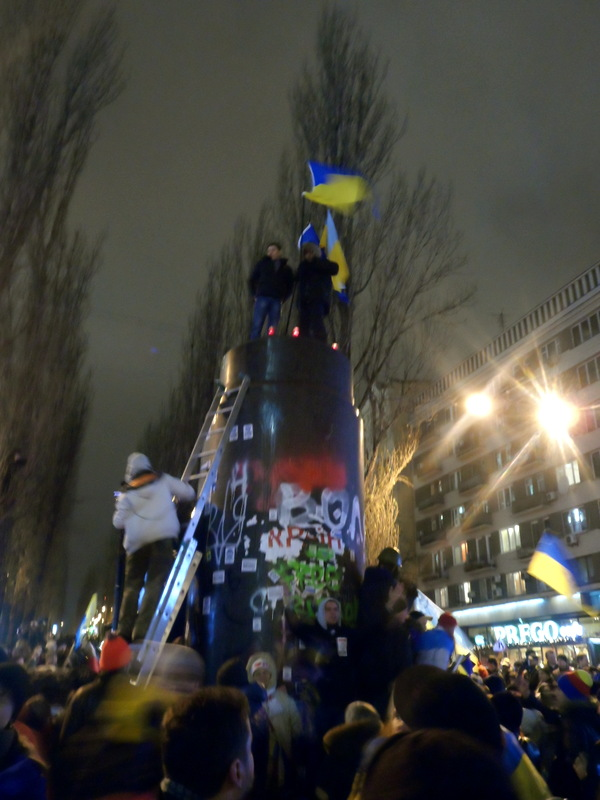
示威者站在已毁的雕像基座上挥舞着乌克兰国旗，梯子仍搭在旁边，摄于12月8日晚8:22

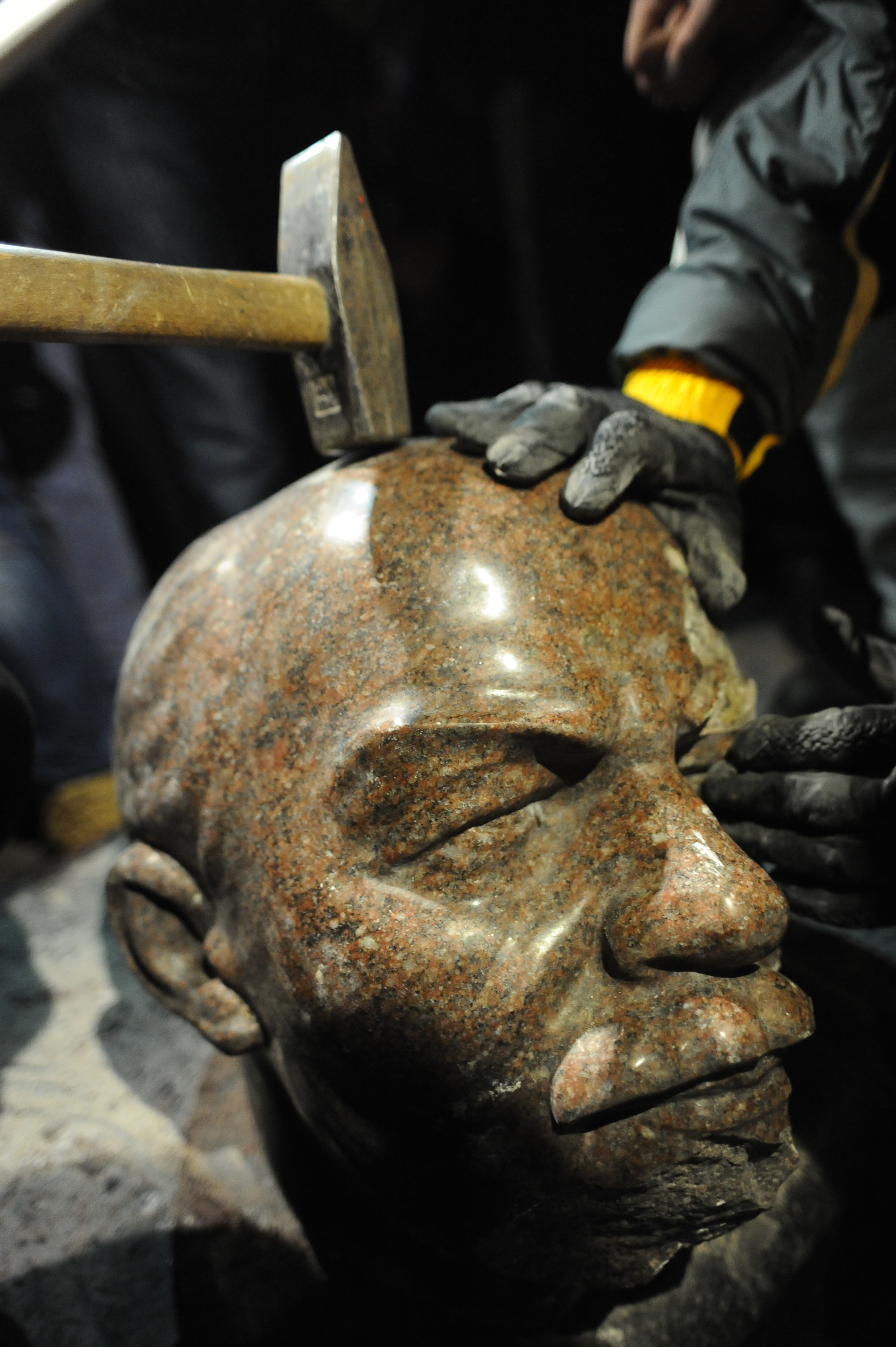
示威者用锤子敲打已毁的列宁雕像头部

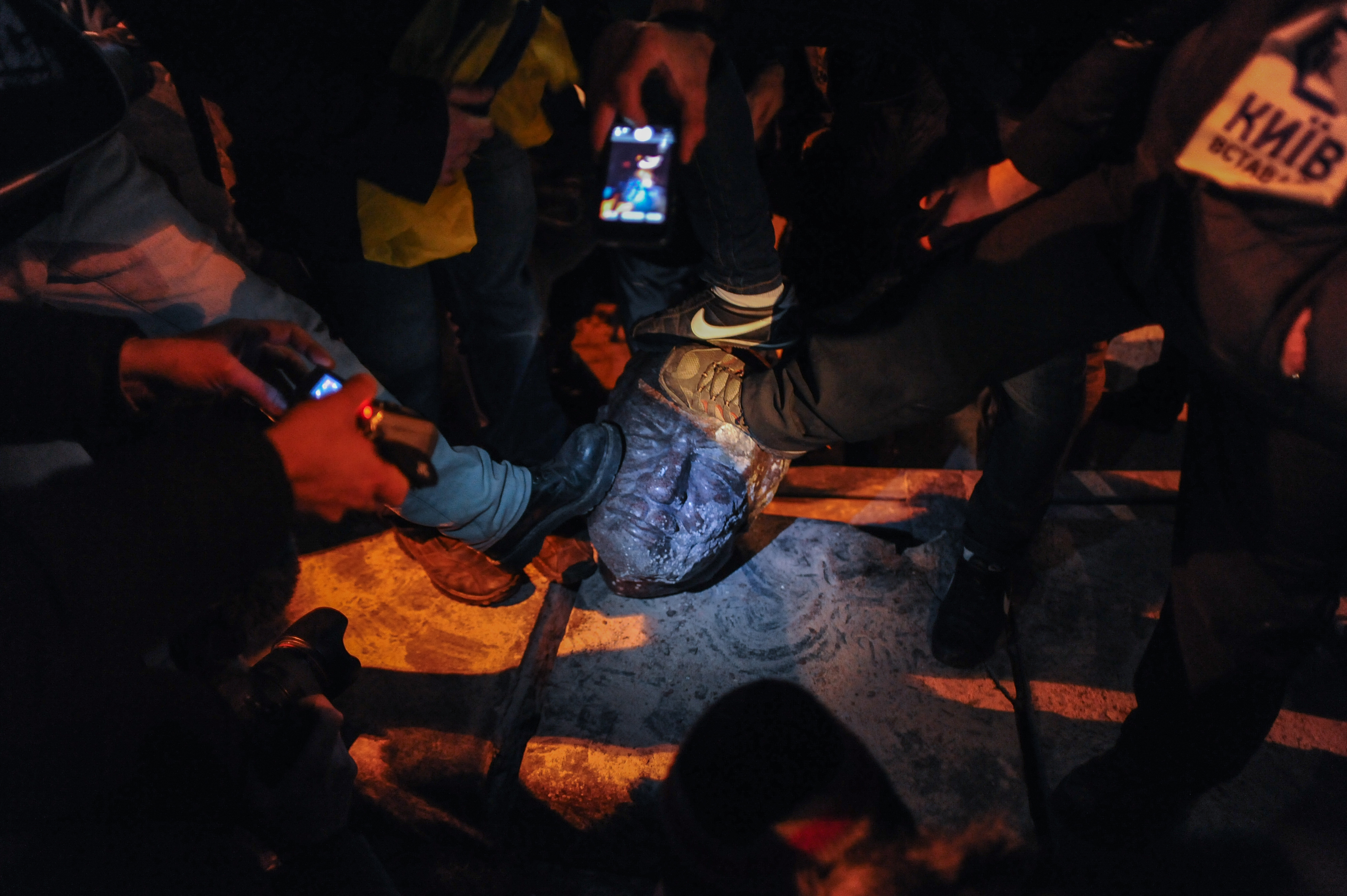
事件发生的当晚，示威者脚踩列宁雕像的头部。

2013年12月8日是星期日，当天早晨，迈丹起义的组织者和反对派领袖希望组织100万人上街游行，以超过上周日（12月1日）的规模向总统施压来达成其要求，不过警方估计当天只有10万人参加示威活动。晚上约六点，一伙年轻人架了把梯子爬上了雕像，在其脖子上套上了铁绳，将另一端绕在树上，接着便将其拉倒。雕像倒塌后其手臂和头部掉落，随后，人们轮流用一把大锤敲打雕像，使得其碎片散落一地。接着，人们齐声喊着“亚努科维奇，你就是下一个！”并唱起乌克兰国歌。基座上仍残存着雕像的腿部，之后，有人爬上了基座并挥舞了乌克兰国旗。
在整个过程中，警方未作干预。事后，警方对事件进行刑事立案，并开始调查拉倒雕像者的身份，但未有结果。不过，有一名斯沃博达党议员声称负责。

## 反应
乌克兰国内对于此事件的反应不一。乌克兰政府将事件斥为野蛮行径，基辅市市长亚历山大·波波夫称这一事件是“一次破坏行为，与民主毫无关系”；总理發言人卢克亚年科也表示：“针对纪念碑的战争是野蛮行径，这让我们的历史退回到黑暗和原始时期。”。乌克兰共产党同样谴责了事件，在其官方网站撰文称：“毁坏基辅列宁雕像不只是损坏公物，更表明示威活动的组织者并非遵从欧洲价值观，而是憎恶、恐惧和乌克兰的毁灭。”多名乌克兰共产党党员也批评了事件。此外，乌克兰共产党还承诺会修复雕像。极右翼反对党斯沃博达党对此事的态度飘忽不定，其官方Twitter账号曾表示：“这是苏联占领的终结，是羞耻而丢脸的政权之终结。”，其发言人也曾称：“亲欧盟示威运动的参与者一起将雕像拉倒的，这一纪念碑本就是非法的，早有废止其的法令（2009年由尤先科总统签署）。”，但其领导人季亚尼博科却认为打砸列宁雕像的行为是“无意义的自杀”。另一反对党祖国党的议员安德烈·舍甫琴科则表示反对派的主要追求政权更迭，而非与列宁雕像做斗争。
2013年12月的一份民意调查显示，大部分（69%）的基辅民众对事件持反对态度，支持者占13%，而中立者为15%。

## 后续
雕像被拉倒后，原基座被插上了乌克兰国旗和红黑旗。几个月后，2014年2月4日，基座上被人安放了一个金马桶来抗议政府腐败。再之后，2月13日一些艺术家用金色的小儿童模型代替了马桶，他们将约100个人体模型一排一排堆在基座附近，另将单独的一个放在基座上。
受这一事件的影响，乌克兰国内其他地方也开始拉倒共产主义者的雕像。12月8日，即本次事件的同一晚，敖德萨州科托夫斯克也有一个列宁雕像被拉倒。2014年1月则有至少4起事件，2月份更是有近百起事件，地点包括基辅州、日托米尔州、赫梅利尼茨基州、第聂伯罗彼得罗夫斯克州、波尔塔瓦州、切尔尼戈夫州等。
对此，乌克兰共产党曾于2014年2月初表示会进行募捐来重建被拉倒的雕像。俄罗斯联邦共产党领导人根纳季·安德烈耶维奇·久加诺夫则对各地拆除列宁雕像事件评论称拆除列宁纪念碑是拆除历史记忆，并形容此类事件是“政治切尔诺贝利”，指其危险程度不次于在乌克兰切尔诺贝利核电站发生的那次核事故。

## 去共產主義化運動
事後因克里米亞危機，俄烏局勢轉壞，與俄國的歷史連結也被重新檢視，2015年5月15日，乌克兰总统彼得·波罗申科签署法令开展为期六个月的移除共产主义者雕像的行动。
2022年2月22日，俄罗斯总统弗拉基米尔·普京在宣布承认顿涅茨克人民共和国和卢甘斯克人民共和国的电视演讲中提及在乌克兰发生的拆毁列宁纪念碑事件，称这是发生在乌克兰的去共产主义化运动的一部分，并宣称要展示“真正的去共产化对乌克兰意味着什么”。两天后，俄罗斯入侵乌克兰。